# Golf van Asinara
De Golf van Asinara (Italiaans: Golfo dell'Asinara) is een golf aan de noordwestkust van het Italiaanse eiland Sardinië. De golf ligt tussen het eiland Asinara, Capo Falcone en de plaats Castelsardo. De volgende gemeentes liggen aan de baai: Stintino, Porto Torres, Sassari, Sorso, Valledoria, Badesi en Castelsardo. Langs de kust liggen meerdere stranden en de rivier de Coghinas stroomt via de golf de Middellandse Zee in.  